# 6-та флотилія ескадрених міноносців Крігсмаріне
6-та флотилія ескадрених міноносців Крігсмаріне (нім. 6. Zerstörer-Flottille) — з'єднання, флотилія ескадрених міноносців військово-морських сил Третього Рейху за часи Другої світової війни.

## Історія
6-та флотилія міноносців була сформована 18 квітня 1940 року із залишків 2-ї, 3-ї і 4-ї флотилій есмінців, що зазнали серйозних втрат у Норвезькій кампанії. Свою першу місію вона здійснила в червні 1940 року.
4 червня 1940 року німецька група кораблів у складі лінійних кораблів «Шарнгорст» (капітан-цур-зее Курт Цезар Гоффманн) та «Гнейзенау» (капітан-цур-зее Гаральд Нетцбандт), важкого крейсера «Принц Ойген» (капітан-цур-зее Гельмут Гайє) і есмінців Z20 «Карл Гальстер», Z10 «Ганс Лоді», Z15 «Еріх Штайнбрінк» і Z7 «Германн Шоман» (з 5-ї флотилії есмінців, підпорядкованої на час операції 6-ій флотилії), міноносців «Ягуар» та «Фальке» вийшли з Кіля. Усією операцією керував адмірал Вільгельм Маршалл.
Під час операції «Юнона» німецька корабельна група вийшла на маршрути евакуації британських сил з Норвегії і в ході швидкоплинного бою потопила британський авіаносець «Глоріос», два есмінці «Ардент» і «Акаста», десантний транспорт «Орама», протичовнового траулера «Джуніпер» і танкер «Ойлпіонер». Потім німецькі есмінці повернулися до Тронгейма.
З липня 1941 року, після початку вторгнення до Радянського Союзу, 6-та флотилія перейшла до Північного моря. Кіркенес став новою базою для проведення операцій. 10 липня 1941 року «Ганс Лоді», «Річард Бейцен» і «Фрідріх Екольдт» досягли нового порту операцій, днем пізніше «Карл Ґальстер» і «Герман Шоман». З Кіркенеса есмінці флотилії діяли проти радянських сил поздовж Кольського та Мурманського узбережжя, біля мису Нордкап. З серпня 1941 року кораблі виконували функції супроводження конвоїв уздовж норвезького узбережжя. У серпні 1941 року «Карл Гальстер» і «Ганс Лоді» залучалися до перекидання німецьких військ на Арктичний фронт.
У вересні 1943 року 6-та флотилія есмінців брала участь в операції «Цитронелла», рейді Крігсмаріне на норвезький острів Шпіцберген.

## Командири
| Час                                | Командувач флотилією                    |
| ---------------------------------- | --------------------------------------- |
| 14 травня — 14 листопада 1940      | капітан-цур-зее Еріх Бей                |
| 14 листопада 1940 — 23 жовтня 1941 | капітан-цур-зее Альфред Шульце-Гінрікс  |
| 23 жовтня 1941 — 17 вересня 1942   | корветтен-капітан Теодор фон Маухенгайм |
| 17 вересня 1942 — 12 квітня 1943   | капітан-цур-зее Фрідріх Коте            |
| 12 квітня 1943 — 13 грудня 1944    | капітан-цур-зее Артур Веннінгер         |
| 13 грудня 1944 — 10 травня 1945    | капітан-цур-зее Гайнц Петерс            |